# Буддійські пам'ятки в районі Хорю-дзі
Буддійські пам'ятки в районі Хорю-дзі зі списку Світової спадщини ЮНЕСКО включає в себе безліч будівель, що розташовані в монастирі Хорю і монастирі Хоккі в Ікаруґа, префектура Нара, Японія. Ці будівлі були визначені в 1993 році разом із навколишнім ландшафтом за кількома критеріями. Вписані споруди є одними з найстаріших збережених дерев'яних будівель у світі, що датуються 7-8 століттями. Багато пам'яток також є національними скарбами Японії і відображають важливий час буддистського впливу в Японії. Структури становлять 21 будівлю у східному храмі Хорю, 9 у західному, 17 монастирів та інших будівель, та пагоду в Хоккі-дзі.

## Хорю-дзі Кондо

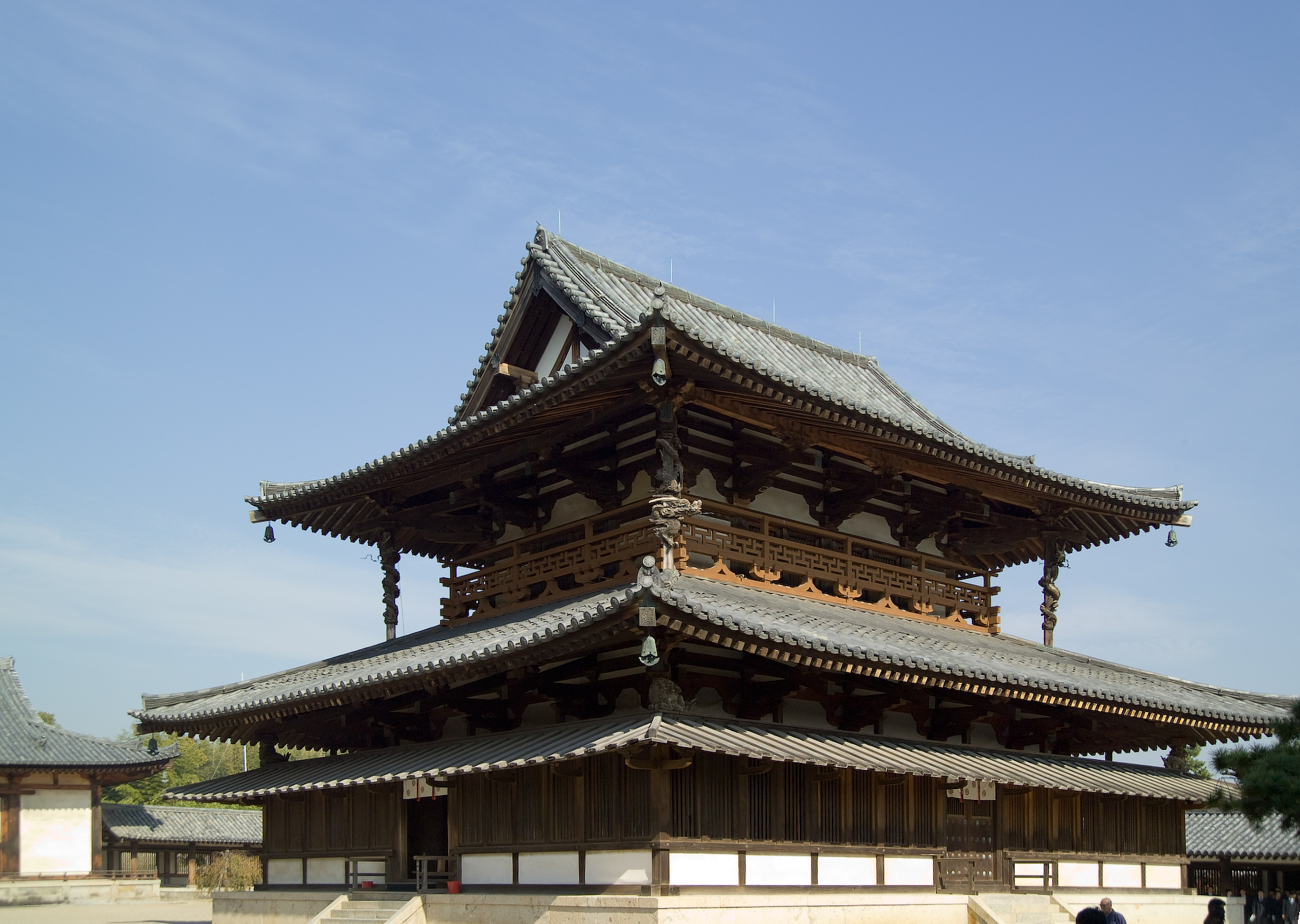
Хорю-дзі Кондо

Кондо, також відомий як Золотий зал, розташований біля воріт храмового комплексу Хорю-дзі. Споруда розташована поблизу центру поруч із пагодою Хорю-дзі. Ці дві структури є значними, проте з дуже різних причин. Кондо було побудовано з наміром використовувати для поклоніння буддизму. Зовні Кондо являє глядачеві двоповерхову структуру. Однак функціонує лише перший поверх (Mizuno, 92). Дах Кондо демонструє напіввальмовий дах, який часто трапляється у східноазійській архітектурі (Картрайт, Енциклопедія стародавньої історії). Екстер'єр дерев'яної конструкції також прикрашений зображеннями драконів та водного божества (Картрайт, Енциклопедія стародавньої історії). Потрапляючи у будівлю, глядач стикається з чудовим видовищем: тріадою Шака та скульптурами Якусі.

### Тріада Шака

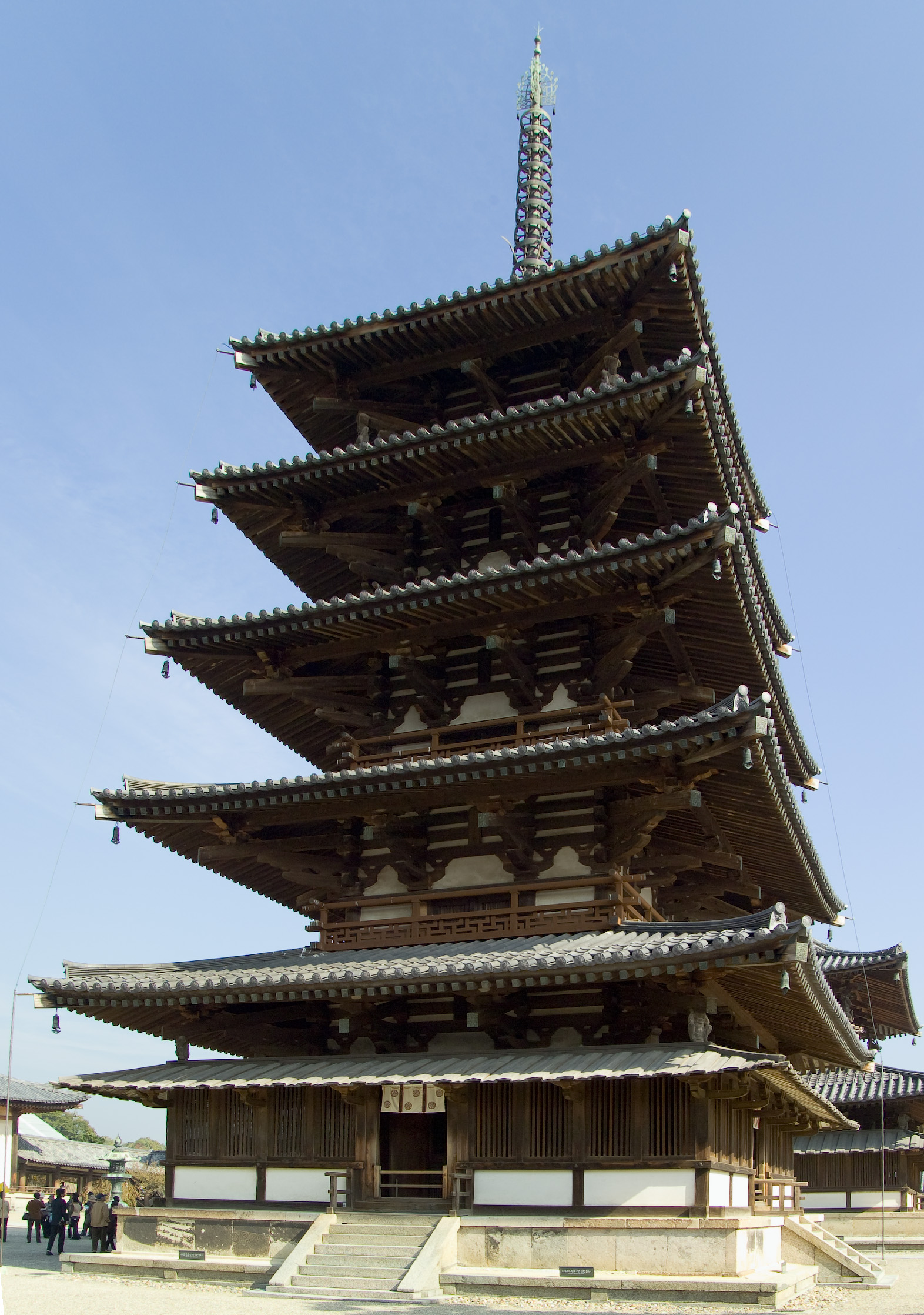
Пагода Хорю-дзі

Тріада Шака розташована в будівлі Хорю-дзі Кондо. Скульптура розміщена на піднесеній платформі, так що, коли глядач заходить у будівлю, йому доведеться звести очі, щоб спостерігати за твором. Шака сидить між двома супроводжуючими на посаді посередника. Спідниця, яку носить Шака, падає на його ноги та платформу, на якій він сидить, у стилі, відомому як драпірування водоспадом. Його руки розташовані у двох різних мудрах. Права рука розташована в мудрі заспокоєння, а ліва рука — у мудрі, що дарує бажання. Позаду Шаки — вигадливо оформлена мандорла з квіткою лотоса прямо в центрі. Прямо над головою Шаки міститься підняте коло, яке повинно бути відображенням буддійської перлини мудрості. На зовнішніх частинах мандорли є сім невеликих фігур Будди. Ці цифри призначені для представлення семи Будд, що прийшли до Шаки. Двох службовців поклали на квіти лотоса. Кожна фігура тримає в руці коштовність.

## Пагода Хорю-дзі
Поруч із Хорю-дзі Кондо стоїть пагода Хорю-дзі. Кондо функціонує як простір для поклоніння буддистів, але пагода має зовсім інше призначення. П'ятиповерхова споруда стоїть у Хорю-дзі як своєрідний релікварій чи пам'ятка. Структура також була побудована для уявлення схеми Всесвіту. Зупинившись і подивившись на будівлю, ви помітите, що дахи на кожному поверсі стають все меншими і меншими, чим ближче вони наближаються до вершини. Центральний стовп пагоди вбудований у кам'яний фундамент, який насправді зберігає буддистські скарби та реліквії всередині. Ці реліквії були поміщені всередину посудин, виготовлених зі скла, золота та срібла.

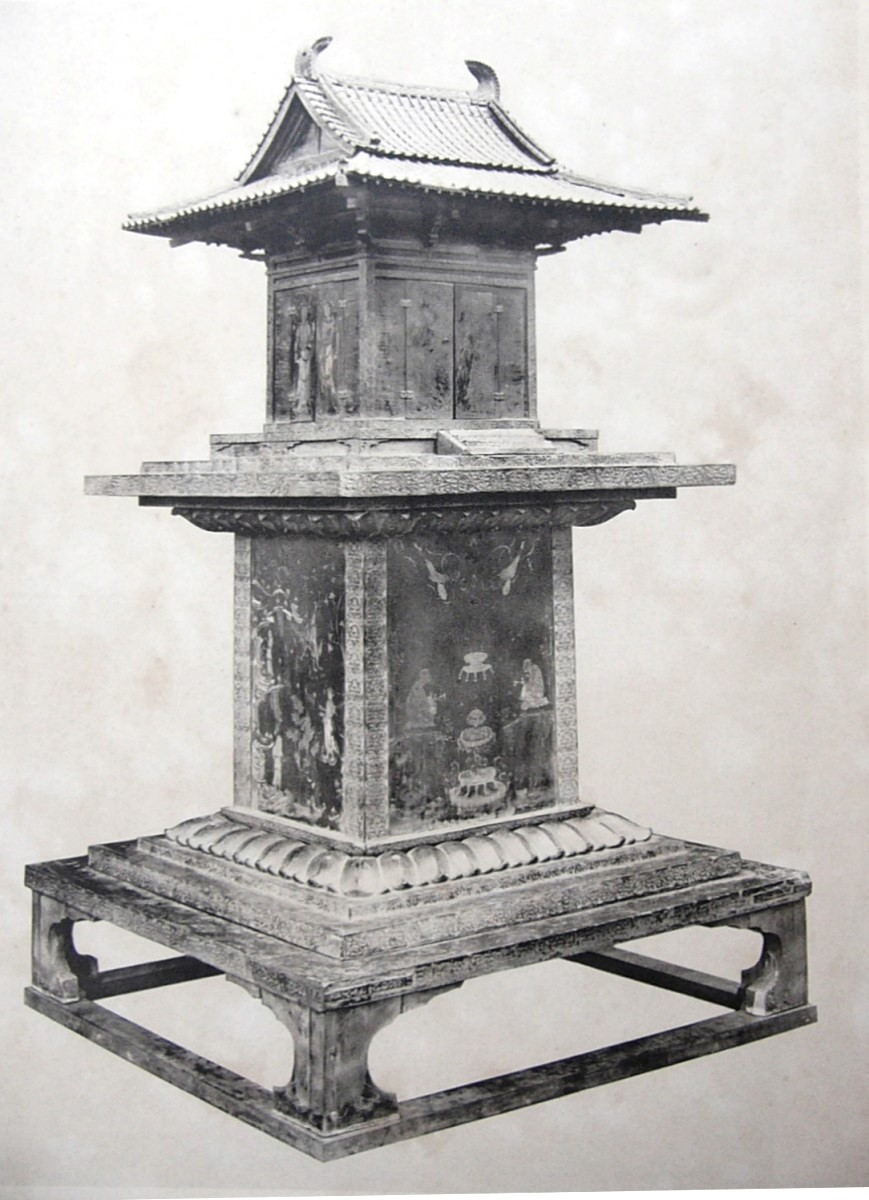
Храм Тамамуши

## Храм Тамамуши
Храм Тамамуши розташований у Будинку скарбів у Хорю-дзі. Святиня складається з невеликого Кондо, який розміщений поверх прямокутної основи. Подібно до Кондо Хорю-дзі, мініатюрне кондо на святині має вальмовий і двосхилий дах і демонструє багато архітектурних особливостей періоду Асука. Святиня була вишукано прикрашена багатьма великими деталями. Усередині святині розташована невеличка статуя Каннона, буддистського Бодхісаттви. Внутрішні стіни також були викладені безліччю маленьких фігур Будди. На передній частині прямокутної основи — зображення чотирьох царів-охоронців, а на бічних панелях — зображення бодхісаттв, що стоять на квітах лотоса. На задній панелі зображена гора Рйоджу, місце, де Шака проповідував сутру лотоса. На верхньому п'єдесталі святині спереду є картини, що зображують зображення буддійських реліквій. На задній частині постаменту зображено місце розташування, яке, як відомо, є центром Всесвіту. Це місце тримає небо, океани та землю один від одного. Це місце відоме як гора Сумеру. На правій панелі зображено зображення Будди у попередньому житті, а на лівій — сцена «Голодної тигриці Джатаки».

### Голодна тигриця Джатака
Голодна тигриця Джатака — це казка на тему самопожертви. У цій історії Бодхісаттва гуляє лісом, коли зустрічає тигрицю та її голодуючих дитинчат. Щоб врятувати життя голодуючих тварин, бодхісаттва піднімається на вершину гори, що розташована поруч, і стрибає. Запаху крові, що йде з тіла Бодхісаттви, достатньо, щоб збудити слабку тигрицю та її голодуючих дитинчат, щоб вони могли їсти.

## Список місць
| Назва                               | Тип  | Розташування                    | Зображення |
| ----------------------------------- | ---- | ------------------------------- | ---------- |
| Будівлі монастиря Хорю (яп. 法隆寺) | Храм | Ікаруґа, Ікома, префектура Нара |            |
| Пагода Хоккі-дзі (яп. 法起寺)       | Храм | Ікаруґа, Ікома, префектура Нара |            |

## Галерея

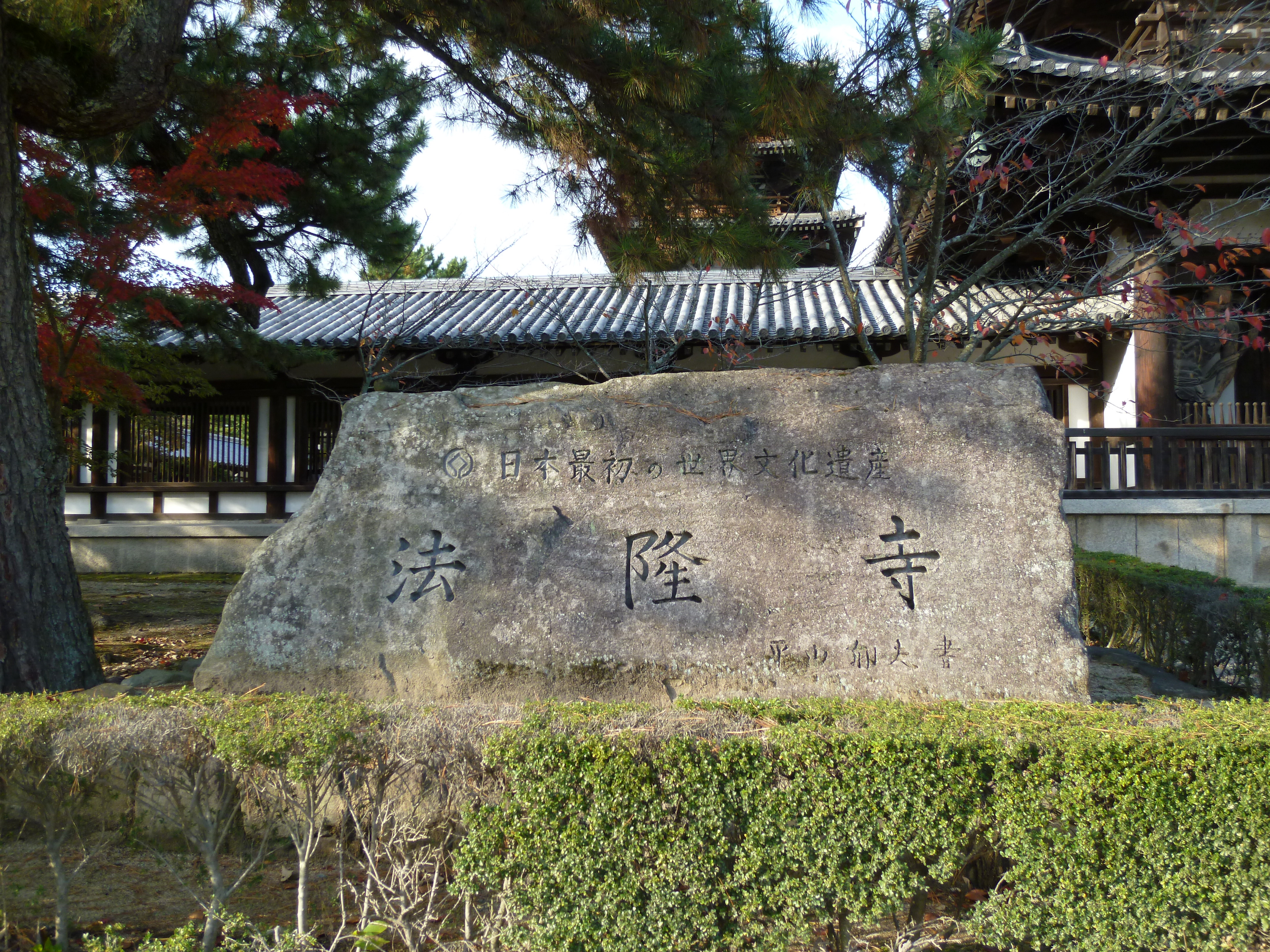
Буддійські пам'ятки в районі Хорю-дзі
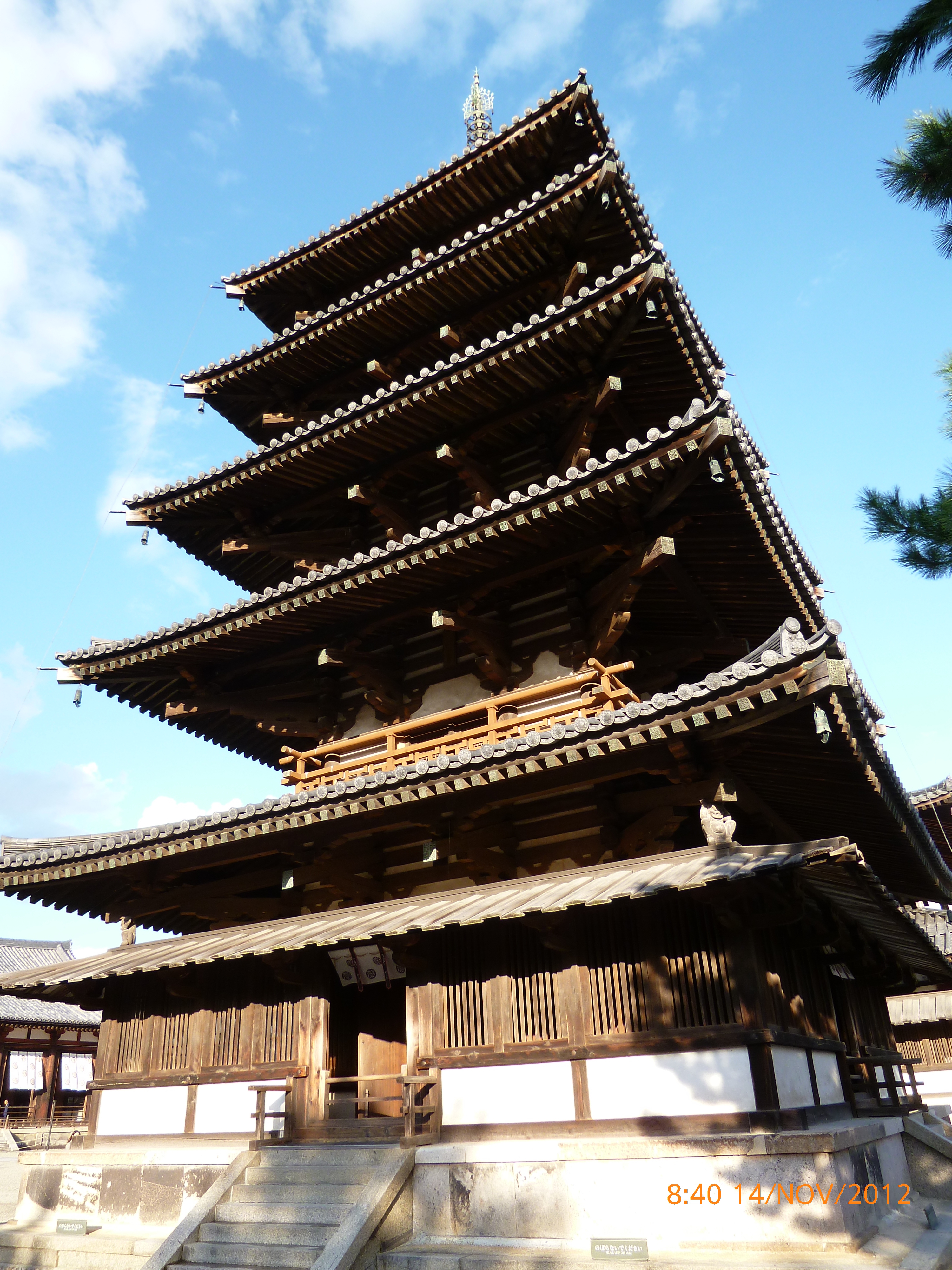
Буддистські пам'ятки в районі Хорю-дзі
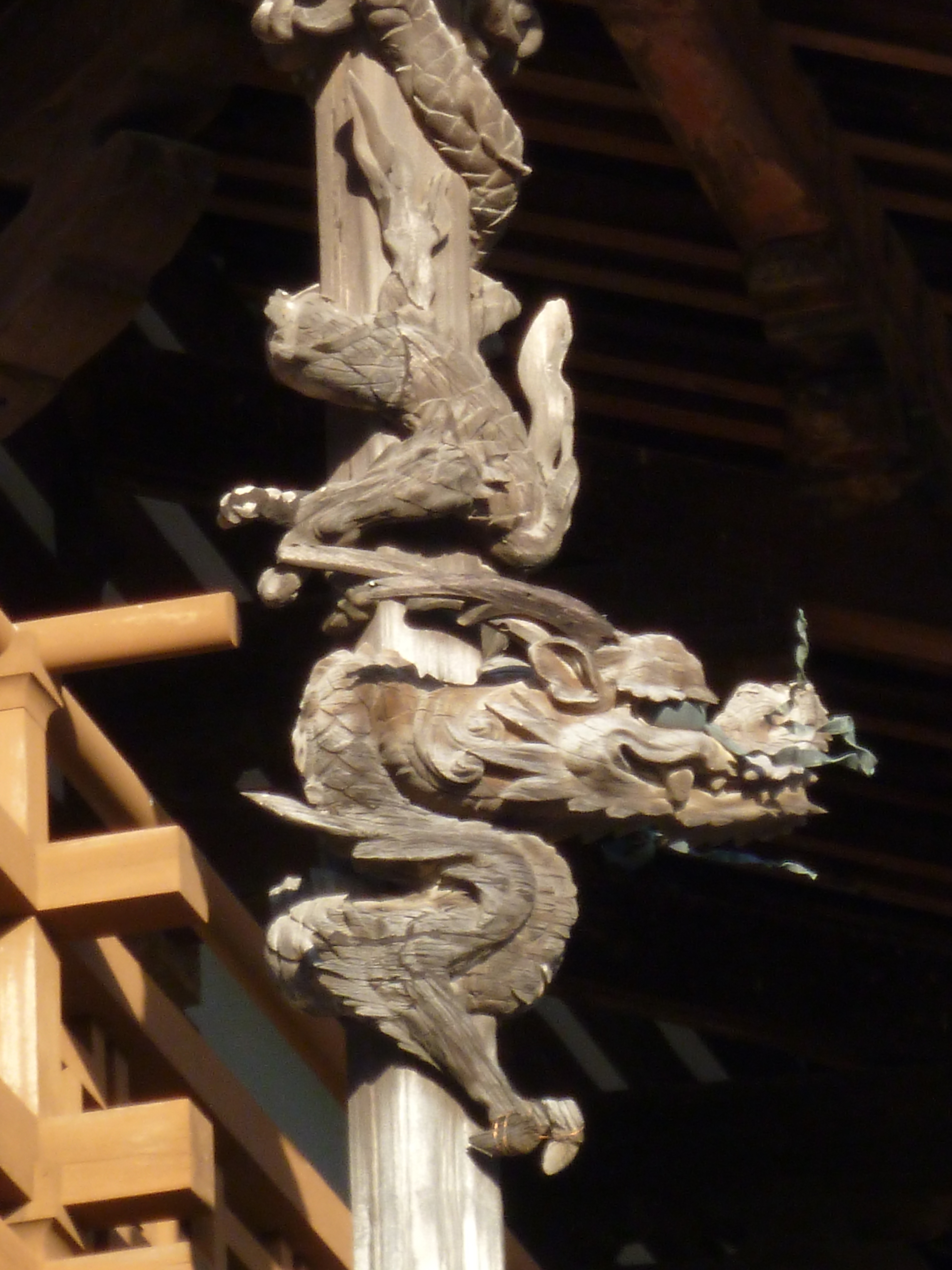
Деталь різьблення по дереву